# Bitva u Zamy
Bitva u Zamy byla svedena 19. října roku 202 př. n. l. Byla poslední a rozhodující bitvou druhé punské války. Římská armáda vedená Publiem Corneliem Scipionem (Africanem) porazila kartaginské vojsko pod velením Hannibala. Krátce po této porážce požádal kartaginský senát o mír.

## Před bitvou

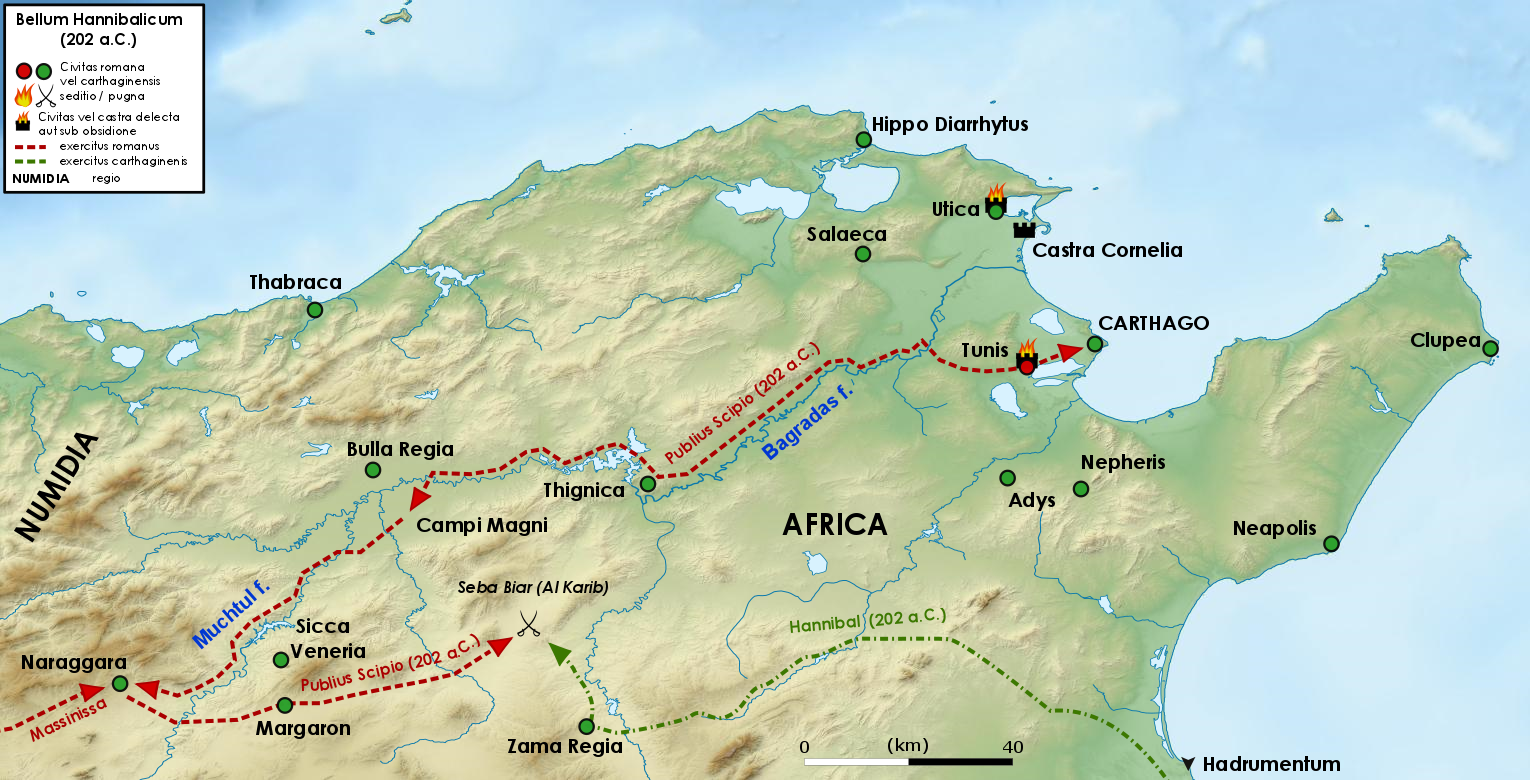
Scipionova africká kampaň (červená) a tažení Hannibalova vojska (zelená)

Po návratu Hannibala z Itálie v roce 203 př. n. l. doufali Kartaginci ve zmírnění tvrdých mírových podmínek stanovených Římany. Hannibal vyslal vyjednávače do Scipionova tábora, kteří ale svůj úkol nesplnili. Scipio je přesto nechal volně odejít ze svého tábora, což bylo neobvyklé. Přitom si všimli, že Římané neoplývají příliš silnou jízdou. Hannibal se proto odhodlal k bitvě, aniž by se dozvěděl, že Scipiona ještě krátce před bitvou posílil numidský náčelník Massinissa s téměř 6 000 jezdci. Massinissa sice bojoval na počátku války po boku Kartaginců, avšak kvůli svatbě svého konkurenta, numidského krále Syfaka, s dcerou Hasdrubala Giscona, která byla původně přislíbena právě Massinissovi, ochotně změnil strany a přidal se k Římanům.

## Průběh bitvy

### Poloha vojsk
Zama byla jedinou bitvou druhé punské války, ve které Římané postavili do pole méně pěchoty než Hannibal. Naproti tomu římská a numidská jízda početně převyšovala kartaginskou. Hannibal umístil do první linie kolem 80 válečných slonů, kteří ale byli málo trénovaní. Jeho pěchota byla odstupňována do tří řad. První dvě linie měly za úkol římské legionáře nejprve vyčerpat a uvést v nepořádek. Veteráni, kteří provázeli Hannibala během jeho tažení v Itálii, tvořili poslední řadu a jejich cílem bylo přivodit vlastní rozhodnutí bitvy.

### Plán bitvy

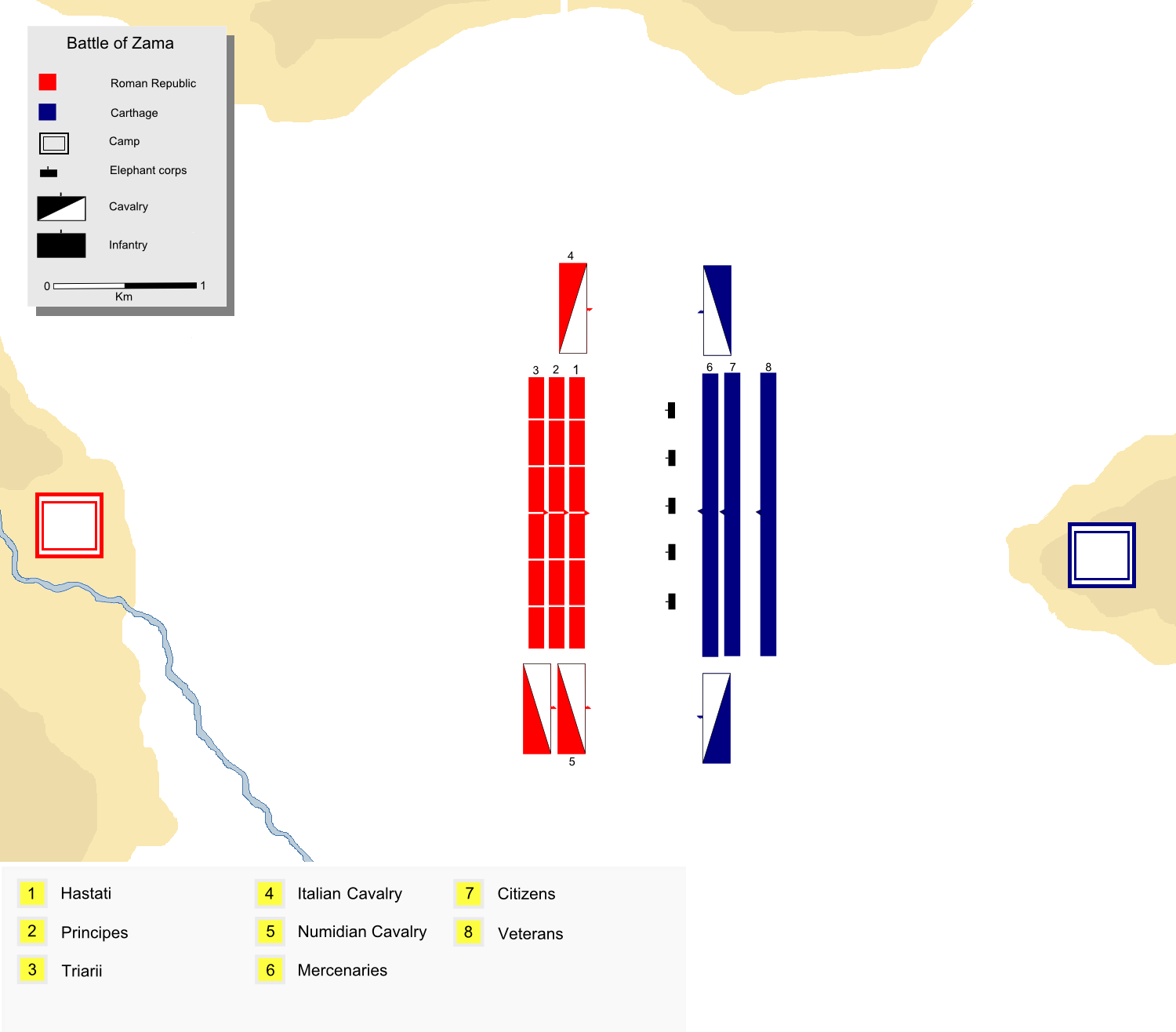
1. počáteční formace armád
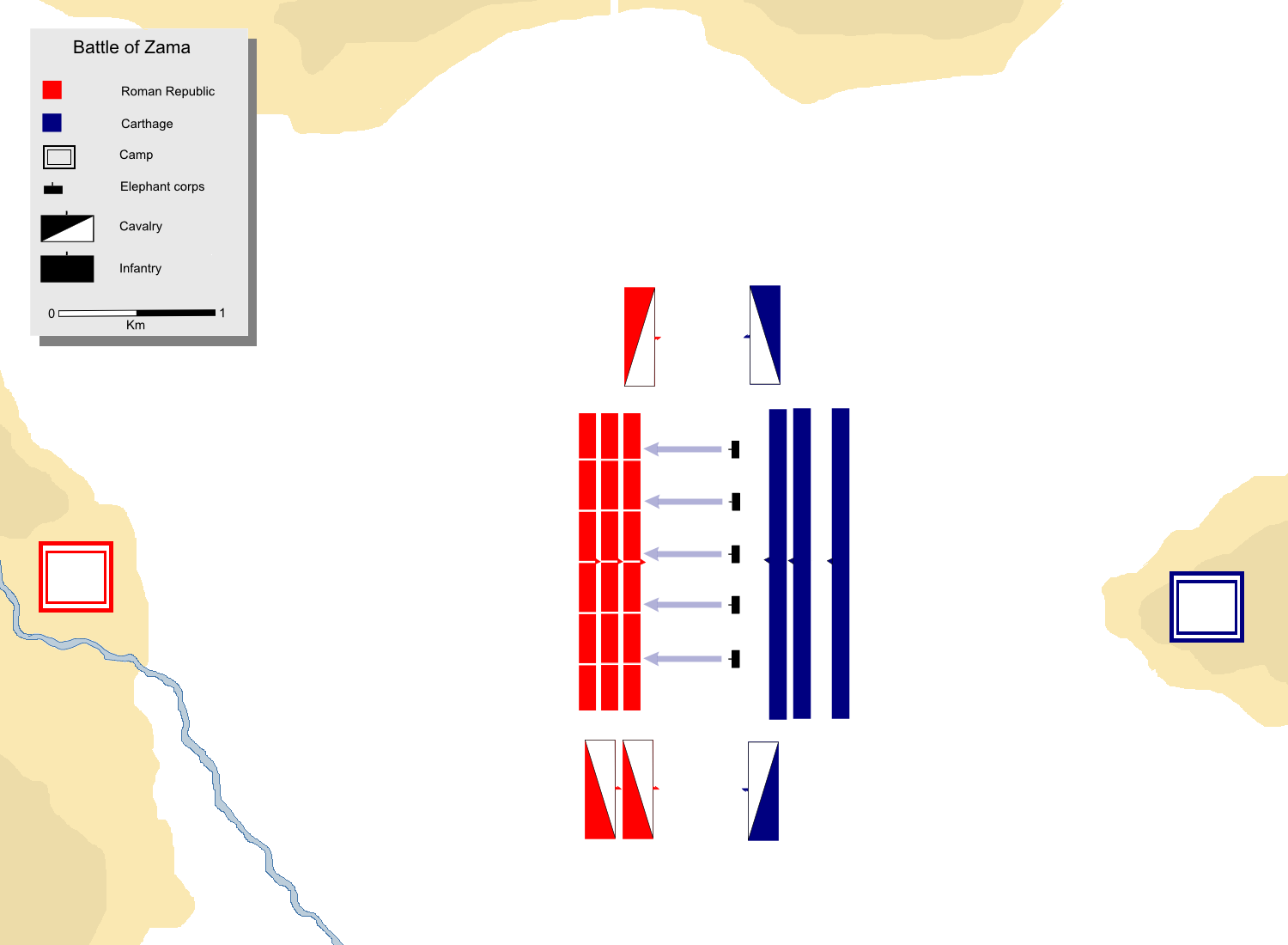
2. úvodní útok válečných slonů
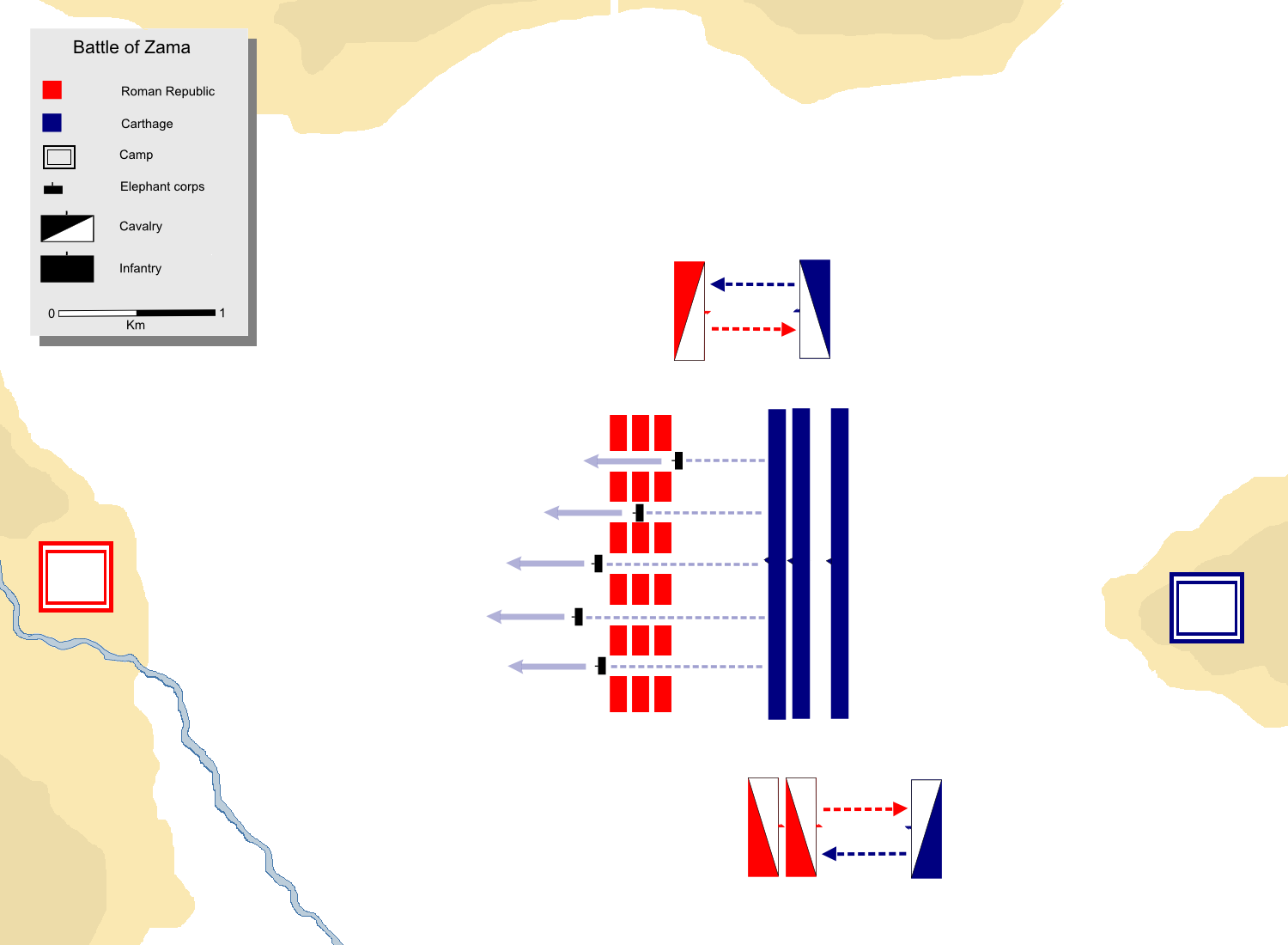
3. postup pravého římského křídla proti kartaginské jízdě
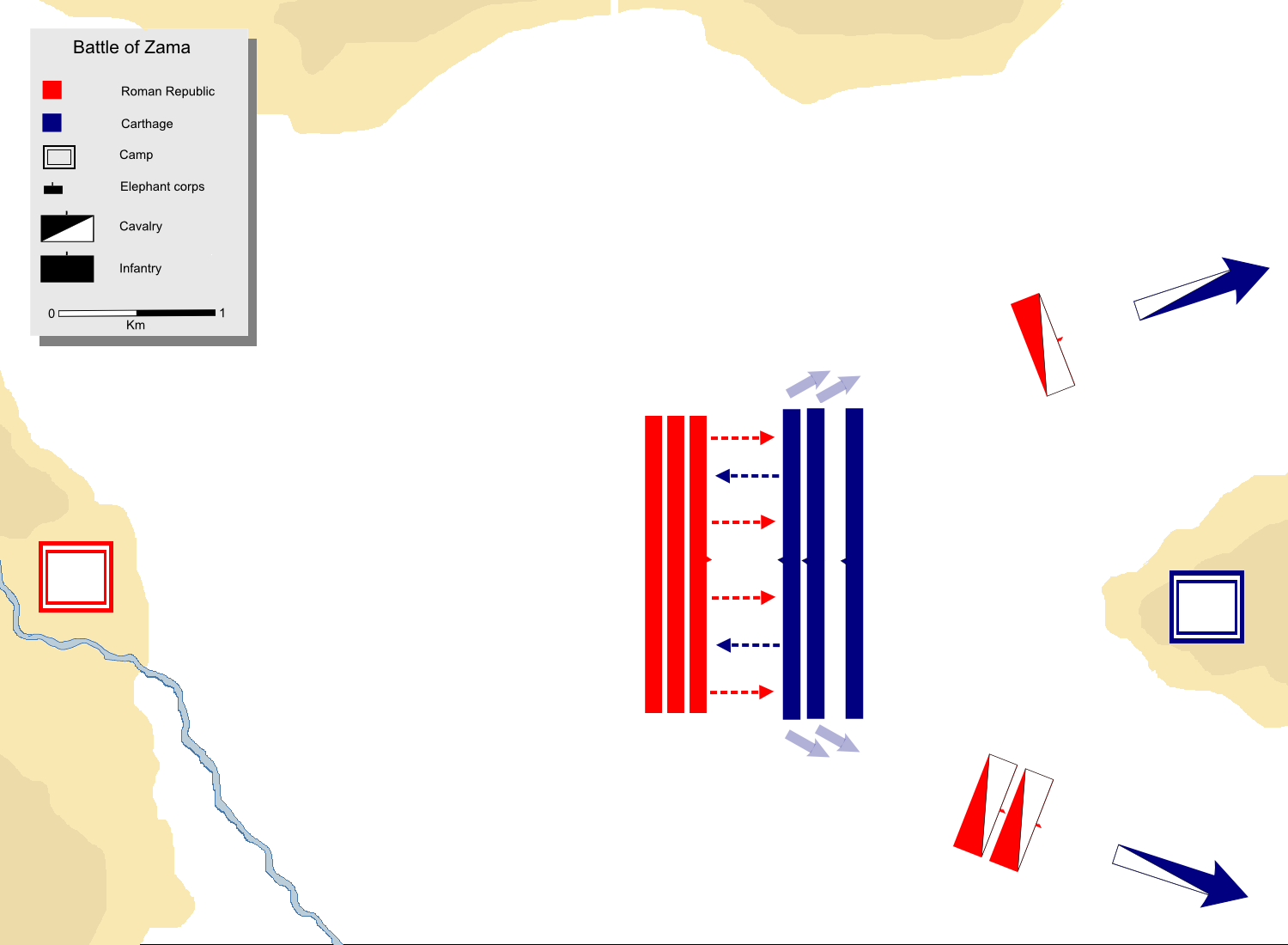
4. ústup a pronásledování kartaginské jízdy
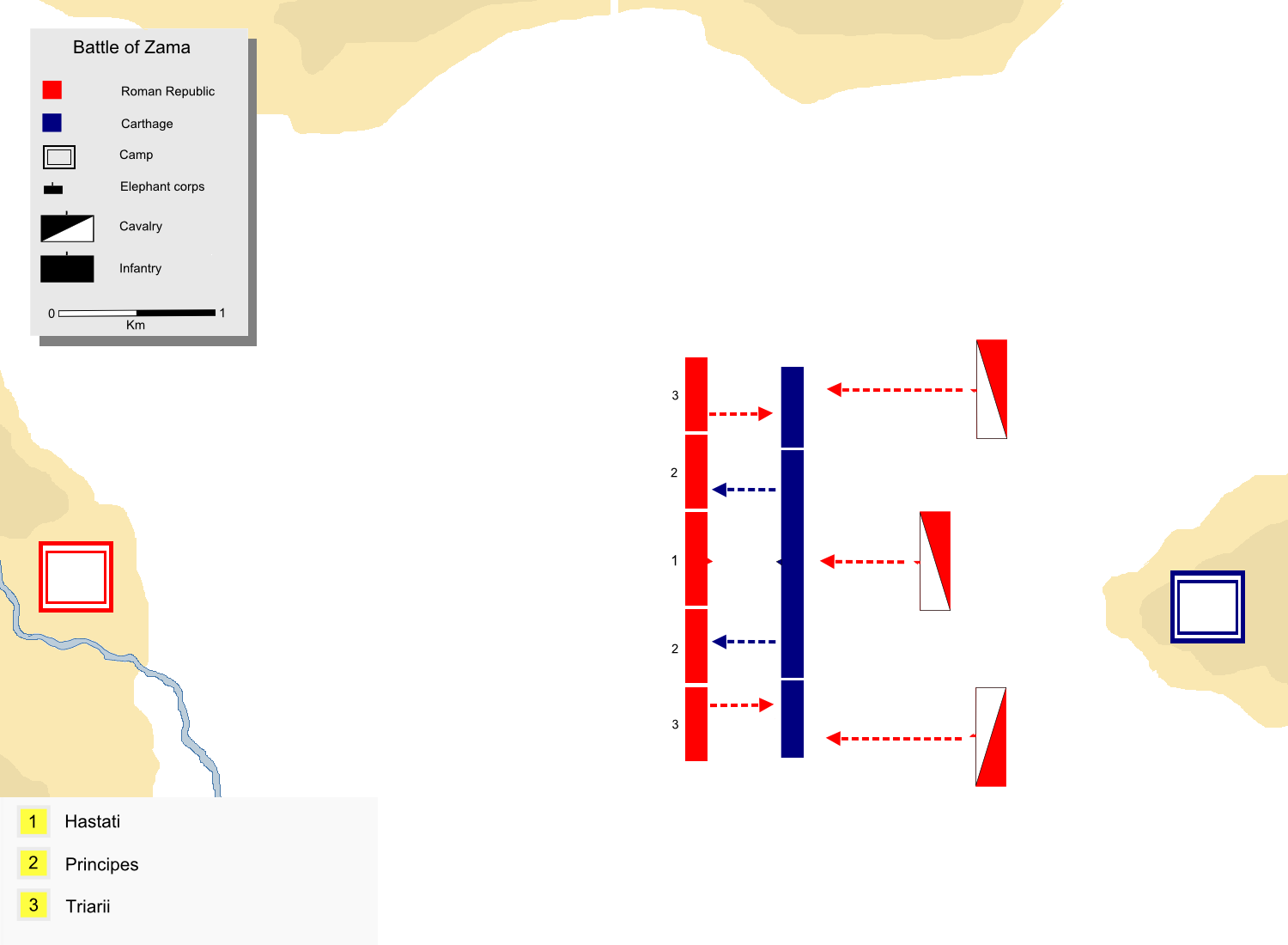
5. závěrečný útok římské jízdy

### Průběh
Bitva byla zahájena překvapivým Scipionovým manévrem: Na místo obvyklého šachovnicového uspořádání byly jednotlivé manipuly seřazeny za sebe, takže mezi nimi vznikly kolmo k bitevní linii značné mezery. Těmi později prošla většina válečných slonů, kteří byli vyplašení strašlivým rámusem a řevem Římanů, aniž by jim přitom způsobili vážnější škody. Spousta z nich kvůli již zmiňovanému hluku ani k římským liniím nedorazila, místo toho se poděšení sloni obrátili proti vlastní jízdě na křídlech, takže to byli nakonec Kartaginci, komu způsobili sloni větší ztráty. Poté, co se Římané vypořádali s počátečním útokem slonů a kartaginské lehké pěchoty, došlo ke střetu hlavních uskupení obou vojsk.
Římská a spojenecká kavalérie získala převahu nad svým protivníkem a rychle jej přemohla. Avšak místo aby využila svého vítězství a napadla nyní nechráněnou kartaginskou pěchotu, pokračovala v pronásledování prchající nepřátelské jízdy.
Hannibalova pěchota dostala svého protivníka pod silný tlak, který sice opotřeboval první dvě linie jeho pěchoty, což bylo ovšem jeho záměrem. Nyní totiž nasadil do boje své čerstvé veterány ze třetí linie, kteří měli již silně unavené Římany dorazit. Když druhá linie začala povolovat, vydal Hannibal veteránům rozkaz namířit svá kopí proti vlastním ustupujícím vojákům, neboť hrozilo, že stahující se jednotky uvedou ve zmatek nastupující řadu. Na to se prchající jednotky pokusily uniknout po stranách a ty, kterým se to podařilo, se shromáždily po křídlech poslední linie.
V tomto momentě se Římané nacházeli blízko porážky. Římské jezdectvo však právě nyní upustilo od dalšího stíhání protivníkovy jízdy a vpadlo Hannibalově pěchotě do zad, čímž narušilo její bitevní uspořádání a donutilo tak Kartagince k ústupu. Římané zvítězili.
Z následné řeže se Hannibalovi podařilo uprchnout do svého tábora v Hadrumetu. Pokusil se ještě jednou nabídnout Římanům mír a slíbil, že Kartágo se stáhne ze všech evropských území. Avšak Scipio už nyní nežádal nic jiného než úplnou kapitulaci Punů, načež Hannibal uprchl do Kartága a vyzval senát ke kapitulaci.

## Politické důsledky bitvy
Po svém vítězství Scipio nabídl tříměsíční klid zbraní, což bylo Kartaginci akceptováno. Římský senát poté Scipiona pověřil konečným vyjednáváním s poraženým nepřítelem. Stanovené mírové podmínky oslabily Kartágo takovým způsobem, že už nadále nepředstavovalo pro římskou hegemonii ve Středomoří vážnou překážku. Vítězný vojevůdce nechal jako symbol římského vítězství spálit téměř veškeré zbývající kartaginské loďstvo. Římský spojenec Massinissa byl uznán za krále Numidie a byl obdařen velkým územím na úkor pokořeného Kartága.
I přes tento triumf, v jehož důsledku přestalo být Kartágo konkurentem Říma, se Římané nesmířili s jeho samotnou existencí a rozhodli se ho zcela zničit. Výsledkem byla třetí punská válka.